# Teliphasa albifusa
Teliphasa albifusa är en fjärilsart som beskrevs av George Francis Hampson 1896. Teliphasa albifusa ingår i släktet Teliphasa och familjen mott. Inga underarter finns listade i Catalogue of Life.